# (5335) Damoclès
Pour les articles homonymes, voir Damoclès (homonymie).
(5335) Damoclès (désignation internationale (5335) Damocles) est l'archétype des astéroïdes damocloïdes avec une orbite longue et une forte excentricité typique des comètes périodiques mais qui ne montre pas de chevelure ou de queue.
Damoclès a été découvert par Robert H. McNaught le 18 février 1991.